# David Boals
David Boals (Mansfield, 14 febbraio 1971) è un ex modello statunitense, famoso negli anni novanta, anche per i suoi lunghi capelli biondi.

## Carriera
Cresciuto in Ohio, dopo aver passato gli anni della scuola praticando football americano, nel 1991 si trasferisce ad Atlanta, dove lavora come carpentiere. L'anno successivo viene notato da un talent scout, che gli fa ottenere un servizio fotografico con Bruce Weber per la rivista Interview. Viene notato anche dalla cantante Madonna che lo vuole per alcune fotografie del suo celebre libro Sex
Boals ottiene un contratto con l'agenzia di moda Boss Models, la stessa di Marcus Schenkenberg, inizia a lavorare per importanti case di moda, diventa il modello preferito di Valentino, comparendo contemporaneamente nelle campagne pubblicitarie internazionali di Valentino e di Versace. Diventa testimonial anche per Jean Paul Gaultier, Claude Montana, Falke e Banana Republic e compare sulle copertine di L'uomo Vogue, Numéro, Marie Claire e Glamour.
Dopo essersi sposato, si è ritirato dalle scene nel 2002.

## Agenzie
- Boss Models - New York